# Octavio Herrera Pérez
Octavio Herrera Pérez (Matamoros, México; 27 de mayo de 1955) es un historiador, investigador, catedrático y académico mexicano. Especializado en historia del estado de Tamaulipas, del noreste de México y de la frontera entre México y Estados Unidos,    destaca además por haber sido rector fundador de El Colegio de Tamaulipas entre 2002 y 2006 y titular del programa del Noreste en el Museo de Historia Mexicana en Monterrey (2007-2011). Es corresponsal nacional de la Academia Mexicana de la Historia desde el 2019 y de la Sociedad Mexicana de Geografía y Estadística.   
Es presidente de la Sociedad Tamaulipeca de Historia (2019-2025) y profesor de tiempo completo de la Universidad Autónoma de Tamaulipas y director del Instituto de Investigaciones Históricas (UAT).  

## Biografía
Es doctor en Historia por El Colegio de México, donde se tituló con la tesis La zona libre. El régimen de excepción fiscal y la economía, el comercio y la sociedad en la frontera norte de México, desde su conformación hasta el Tratado de Libre Comercio, misma que le hizo merecedor del Premio Internacional Matías Romero en el 2000. Es miembro del Instituto de Investigaciones Históricas de la Universidad Autónoma de Tamaulipas desde 1983, subdirector del mismo entre 1996 y 2002, y director desde el 2021. Es profesor de tiempo completo de la Universidad Autónoma de Tamaulipas, adscrito a la Facultad de Derecho y Ciencias Sociales. Es miembro permenente del Sistema Nacional de Investigadores.

## Premios y distinciones
- Premio Nacional de Ensayo Histórico sobre la Frontera Norte de México, otorgado por el Consejo Nacional para la Cultura y las Artes en 1998 por el ensayo “La frontera norte de México. Reflexiones en torno a su génesis, evolución y trascendencia histórica, a 150 años de su conformación”.
- Premio Internacional Matías Romero, otorgado por la Secretaría de Relaciones Exteriores en 2000 por la tesis doctoral La zona libre. El régimen de excepción fiscal y la economía, el comercio y la sociedad en la frontera norte de México, desde su conformación hasta el Tratado de Libre Comercio.
- Premio Nacional Antonio García Cubas, otorgado por el Instituto Nacional de Antropología e Historia y el Consejo Nacional para la Cultura y las Artes en 2008 por la obra El lindero que definió a la nación. La frontera norte de México, de la marginación a la globalización.

## Obras publicadas
Entre sus obras destacan: 
- Visión histórica de Reynosa (Ayuntamiento de Reynosa, 1998).
- Breve historia de Tamaulipas (Fondo de Cultura Económica, 2000).
- El noreste cartográfico (Fondo Editorial de Nuevo León, 2007).
- Historia de las comunicaciones en Tamaulipas (Gobierno del estado de Tamaulipas, Universidad Autónoma de Tamaulipas, Fondo Mixto, COTACYT, 2010).
- Tamaulipas, sus costas y litoral (Gobierno del estado de Tamaulipas, Grupo Editorial Milenio, 2011).
- Historia de las haciendas en Tamaulipas (Gobierno del estado de Tamaulipas, Universidad Autónoma de Tamaulipas, Secretaría de Desarrollo Urbano y Medio Ambiente, Instituto Tamaulipeco para la Cultura y las Artes, 2011).
- Tamaulipas y República Dominicana. José Núñez de Cáceres, un vínculo de libertad (Gobierno del estado de Tamaulipas, 2013).
- Tamaulipas a través de sus regiones y municipios. Nueve tomos. (Gobierno del estado de Tamaulipas, 2016).
- Nuevo Laredo. Historia de una ciudad fronteriza mexicana. Origen, traslado, transformación y modernidad (Gobierno del estado de Tamaulipas, Republicano Ayuntamiento de Nuevo Laredo, 2017).
- Matamoros. Historia de una ciudad heroica, leal e Invicta en la frontera y noreste de México (Heroica Matamoros, Quintanilla Ediciones, 2018).